# Чанд Биби

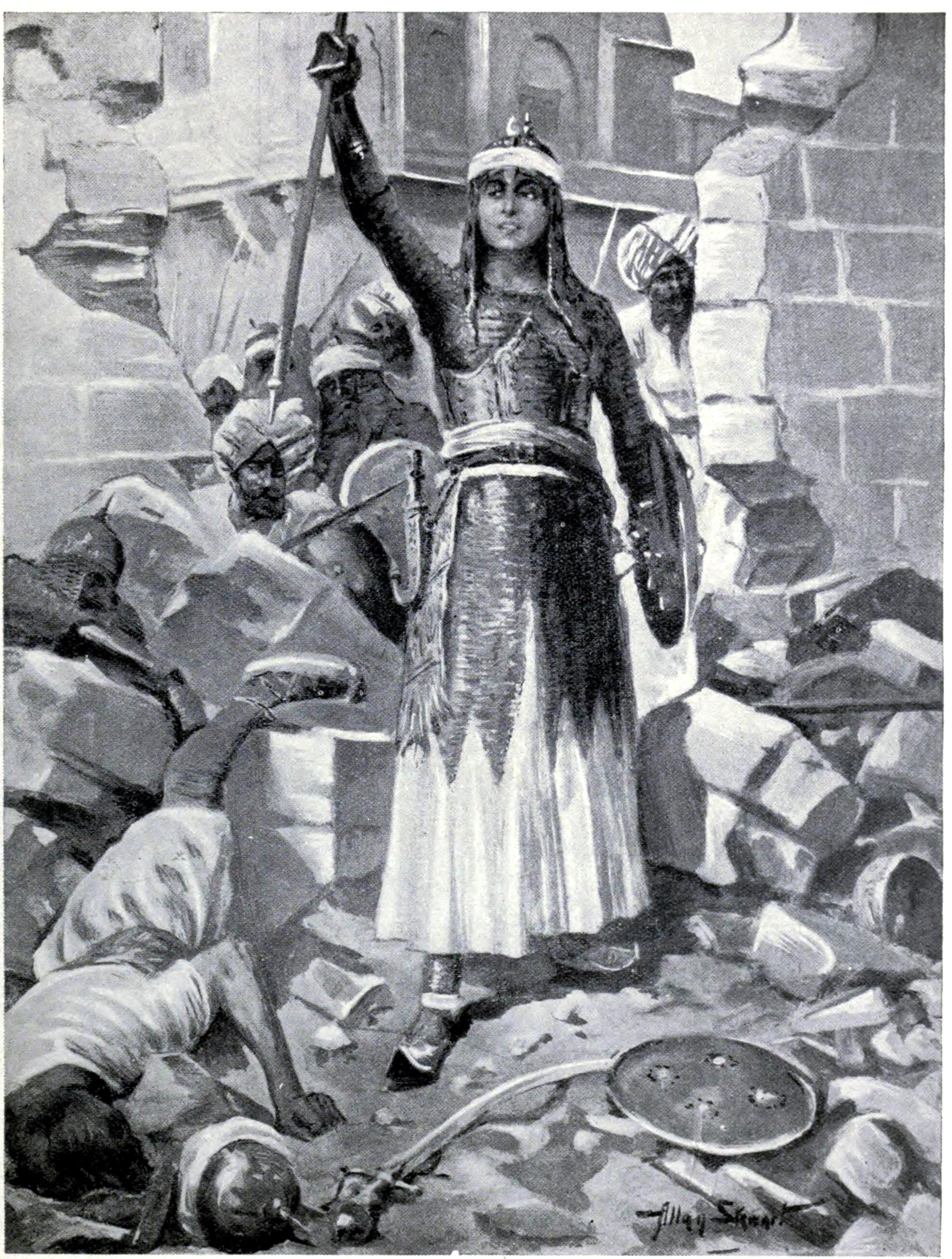
Принцесса Чанд Биби руководит обороной Ахмаднагара в 1595 году

Чанд Биби, также известна как Чанд Хатун или Чанд Султана (1550—1599) — индийская героиня, регентша Биджапурского султаната (1580—1590) и Ахмаднагарского султаната (1596—1599). Чанд Биби наиболее известна своим руководством обороной Ахмаднагара во время его осады могольской армией в 1595 году.

## Ранняя жизнь
Чанд Биби была дочерью Хусейн Низам-шаха I, султана Ахмаданагара (1553—1565), и сестрой Бурхан Низам-шаха II, султана Ахмаднагара (1591—1595). Она знала много языков, в том числе арабский, персидский, турецкий, маратхи и каннада. Играла на ситаре, а рисование было её любимым занятием.

## Биджапурский султанат
Чанд Биби была выдана замуж за Али Адил-шаха I, султана Биджапура (1558—1579). Отец Али Адил-шаха, Ибрагим Адил-шах I, разделил власть между суннитской знатью, хабши и декани. Но его сын Али Адил-шах отдавался предпочтение шиитам. После его смерти в 1580 году шиитская знать провозгласила султаном его девятилетнего племянника Ибрагима Адил-шаха II. Деканский военачальник Камаль-хан захватил власть и стал регентом султаната. Камаль-хан проявлял неуважение к Чанд Биби, которая чувствовала, что у него есть амбиции узурпировать престол. Чанд Биби запланировала нападение на Какмаль-хана с помощью другого военачальника, Хаджи Кишвар-хана. Камаль-хан был схвачен во время бегства и обезглавлен.
Кишвар-хан стал вторым регентом при Ибрагиме Адил-шахе II. В битве при Дхарасео биджапурская армия под командованием Кишвар-хана одержала победу над ахмаднагарской армией, захватив всю артиллерию и слонов противника. После победы Кишвар-хан приказал другим биджапурским генералам сдать ему всех захваченных слонов. Слоны высоко ценились, и другие генералы очень обиделись на регента. Вместе с Чанд Биби они запланировали план ликвидации Кишвар-хана с помощью генерала Мустафы-хана из Банкапуры. Шпионы Кишвара-хана сообщили ему о заговоре, поэтому он послал войска против Мустафы-хана, который был захвачен и убит в бою. Чанд Биби бросила вызов регенту Кишвар-хану, но он посадил ее в тюрьму в форте Сатара и пытался объявить себя королем. Однако Кишвар-хан стал очень непопулярен среди остальных военачальников. Он был вынужден бежать, когда объединенная армия во главе с генералом Ихлас-ханом двинулась на Биджапур. Армия состояла из отрядов трех знатных хабши: Ихлас-хана, Хамид-хана и Дилавар-хана. Кишвар-хан бежал в Ахмаднагар, а оттуда в Голконду. Он был убит в изгнании родственником Мустафы-хана. После этого Чанд Биби некоторое время исполняла обязанности регентши.
Ихлас-хан затем стал третьим регентом, но вскоре после этого он уволен Чанд Биби. Позднее он возобновил свою диктатуру, которая вскоре была оспорена другими генералами из хабши. Воспользовавшись ситуацией в Биджапуре, султан Ахмаднагара объединился с султаном Голконды, чтобы напасть на Биджапурский султанат. Имеющихся в Биджапуре войск было недостаточно для отражения совместного нападения. Военачальники из фракции хабши поняли, что они не могут защитить город в одиночку, и были отправлены Чанд Биби в отставку. Абу-уль-Хасан, шиитский генерал, назначенный Чанд Биби, обратился за помощью к маратхам в Карнатике. Маратхи атаковали линии снабжения противника, заставив союзную армию Ахмаднагара и Голконды отступить.
Ихлас-хан затем напал на Дилавар-хана, чтобы захватить контроль над Биджапуром. Однако он потерпел поражение, и Дилавар-хан стал новым регентом с 1582 по 1591 год. Когда порядок был восстановлен в султанате Биджапур, Чанд Биби вернулась в Ахмаднагар.

## Ахмаднагарский султанат
В 1591 году император Великих Моголов Акбар обратился ко всем четырем султанатам Декана с требованием признать его верховенство. Все султанаты уклонялись от повиновения, и послы Акбара вернулись в 1593 году. В 1595 году Ибрагим Низам-шах, султан Ахмаднагара, был убит в жестокой битве примерно в 40 милях от Ахмаднагара в Шахдурге, где он сражался против Ибрагима Адил-шаха II из Биджапура. После его смерти некоторые ахмаднагарские дворяне посчитали, что его малолетний сын Бахадур должен быть провозглашен султаном при регентстве Чанд Биби (тетки его отца).
Однако 6 августа 1595 года первый министр Миян Манджу из фракции декани провозгласил султаном 12-летнего Ахмада Низам-шаха II. Сановники из фракции хабши, возглавляемые Ихлас-ханом, были против этого плана. Растущее недовольство среди знати побудило Мияна Манджу пригласить сына Акбара Мурада-мирзу (который был в Гуджарате), чтобы он двинул свою армию на Ахмаднагар. Шехзаде Мурад прибыл в Малву, где присоединился к могольской армии во главе с Абдул-Рахим-Хан-и-Ханом.
В это время многие знатные дворяне покинули Ихлас-хана и присоединились к первому министру Миян Манджу. Миян Манджу победил Ихлас-хана и других противников. Теперь он сожалел, что пригласил моголов, но было уже слишком поздно. Он попросил Чанд Биби принять регентство и бежал из Ахмаднагара вместе с Ахмад Низам-шахом II. Ихлас-хан также бежал в Пайтан, где был атакован и побежден моголами. Чанд Биби приняла регентство и провозгласила Бахадур-шаха новым султаном Ахмаднагара.

### Защита Ахмаднагара
В ноябре 1595 года могольская армия осадила Ахмаднагар . Обороной столицы султаната руководила Чанд Биби. Позднее Мурад мирза отправил посла к Чанд Биби, предлагая снять осаду в обмен на уступку Берара. Гарнизон Ахмаднагара страдал от голода. Чанд Биби в 1596 году была вынуждена согласиться на заключение мира, уступив моголам Берар.
Вскоре Чанд Биби обратилась к своим племянникам, султану Биджапура Ибрагиму Адил-шаху II и султану Голконды Мухаммеду Кули Кутб-шаху с просьбой объединить их силы против Империи Великих Моголов . Ибрагим Адил-шах отправил 25-тысячное войско под командованием Сохайль-хана, к которому присоединились остальные силы Ахмаднагара Ехлас-хана в Налдурге. Позднее к нему присоединился контингент из шести тысяч человек из Голкондского султаната.
Чанд Биби назначил первым министром Мухаммад-хана, но последний оказался вероломным человеком. Он заигрывал с могольским командующим Хан-и-Ханом, предлагая сдать весь султанат моголам. Тем временем Хан-и-Ханан начал завладевать районы султаната, которые не входили в состав провинции Берар. Сохайль-хану, возвращавшемуся в Биджапур, было приказано вернуться и напасть на могольские войска. Могольские войска под командованием Хана-и-Ханана выступили из Сахпура и столкнулись с объединенными силами Биджапура, Ахмаднагара и Голконды под командованием Сохайль-хана около Сонпета, на берегах реки Годавари. В жестокой битве 8-9 февраля 1597 года моголы одержали победу.
Несмотря на победу, могольские войска были слишком слабы, чтобы продолжать наступление, и вернулись в Сахпур. Один из их командиров, Раджа Али-Хан, был убит в бою, и между другими командирами часто возникали ссоры. Из-за этих споров Хан-и-Ханан был отозван Акбаром в 1597 году. Вскоре после этого принц Мурад мирза скончался. Затем Акбар послал своего сына Даниала Мирзу и Хана-и-Ханана во главе нового могольского войска в поход на Ахмаднагар. Сам Акбар последовал за ним и разбил лагерь в Барханпуре.
В Ахмаднагаре власти Чанд Биби противостоял недавно назначенный первый министр Неханг-хан. Неханг-хан отбил у моголов город Бид, воспользовавшись отсутствием Хана-и-Ханана и дождливым сезоном. В 1599 году могольский император Акбар отправил Даниала мирзу и Хан-и-Ханана в поход на Ахмаднагар. Неханг-хан также шел на захват джайпурского перевала, ожидая, что моголы встретят его там. Однако Даниал мирза обошел перевал и добрался до крепости Ахмаднагар. Его войска осадили столицу султаната.
Чанд Биби снова возглавила оборону столицы. Однако она не смогла оказать действенного сопротивления и решила договориться об условиях капитуляции с Даниал-мирзой. Один из сановников, Хамид-хан, распространил ложную весть о том, что регентша Чанд Биби заключила сепаратный договор с Империей Великих Моголов . Согласно другой версии, Джита-хан, евнух-камергер Чанд-Биби, посчитал её решение вступить в переговоры с моголами предательским и распространил слух, что Чанд-Биби — предательница. Чанд Биби была убита разъяренной толпой. После её смерти и осады в течение четырех месяцев Ахмаднагар был захвачен могольской армией Даниал-мирзы.